# هینشن (شوشی)
هینشن (به ارمنی: Հինշեն، به لاتین: Kirov) یک منطقهٔ مسکونی در جمهوری آرتساخ است که در استان شوشی واقع شده‌است.